# Nowe Strącze
Nowe Strącze (niem. Neu Strunz) – wieś w Polsce położona w województwie lubuskim, w powiecie wschowskim, w gminie Sława.
Liczy ponad trzydzieści gospodarstw. Brak obiektów publicznych (kościołów, szkół, domów kultury, urzędów pocztowych, itp.) poza wiejską świetlicą. Lokalizacja z dala od tras przelotowych, w otoczeniu lasu i jezior.
W latach 1975–1998 miejscowość administracyjnie należała do województwa zielonogórskiego.

## Nazwa
Według niemieckiego językoznawcy Heinricha Adamy’ego nazwa miejscowości wywodzi się od staropolskiej nazwy zabudowań strażniczych - stróży. W swoim dziele o nazwach miejscowych na Śląsku wydanym w 1888 roku we Wrocławiu wymienia jako pierwotną zanotowaną nazwę miejscowości Stroza podając jej znaczenie "Wachterdorf" - "Wieś strażników". Wiąże się ona prawdopodobnie z wojskowym i posterunkowym charakterem miejscowości związanym z książęcym prawem stróży zobowiązującym lokalnych  chłopów do utrzymywania małych grodów strażniczych.
W historii występowały również następujące nazwy wsi: New Struntz (1670), Neu Stranz (1791), Neu Strunz (1845).
W latach trzydziestych XX wieku Nowe Strącze uniknęło "germanizacji" nazwy, która spotkała Stare Strącze (Alt Strunz - po zmianie Deutscheck) jak większość miejscowości ówczesnego powiatu głogowskiego. Po II wojnie światowej spolonizowano nazwę wsi. Od roku 1945 (lub 1946) była to Stróża Nowa, a od 1950 ostatecznie Nowe Strącze.

## Części wsi
| SIMC    | Nazwa     | Rodzaj |
| ------- | --------- | ------ |
| 0913976 | Przylesie | osada  |

## Historia
Wieś założona została najpóźniej w XVII wieku w pobliżu wsi Stare Strącze na terenie ówczesnego księstwa głogowskiego. W archiwum SKWS Würzburg można zobaczyć jedną z najstarszych map pokazujących lokalizację tej wsi - "Princip. Magnae Glogoviae cum libero Domin: Beuthenensi in Silesia...", Tobias Conrad Lotter, 1759 rok.
Pierwotnie wieś, choć mała, posiadała kilka kolonii w pobliskich lasach. Z kolonii tych do dziś zachowało się tylko, już jako samodzielna wieś, Przylesie. Dodatkowo w jej okolicach mieściły się dwie komory celne (Zollhaus), tzw. nowa i stara. W 1910 roku Nowe Strącze liczyło 262 osoby a w 1939 roku już 285 osób.
W latach pięćdziesiątych XX wieku Nowe Strącze, dotąd należące do powiatu głogowskiego, włączono wraz z całą gminą Sława do powiatu wschowskiego. Po likwidacji powiatów cała gmina przypadła rejonowi Nowa Sól, skąd powróciła do powiatu wschowskiego po jego ponownym utworzeniu.

## Ciekawsze obiekty

### nowa szkoła (obecnie świetlica wiejska)

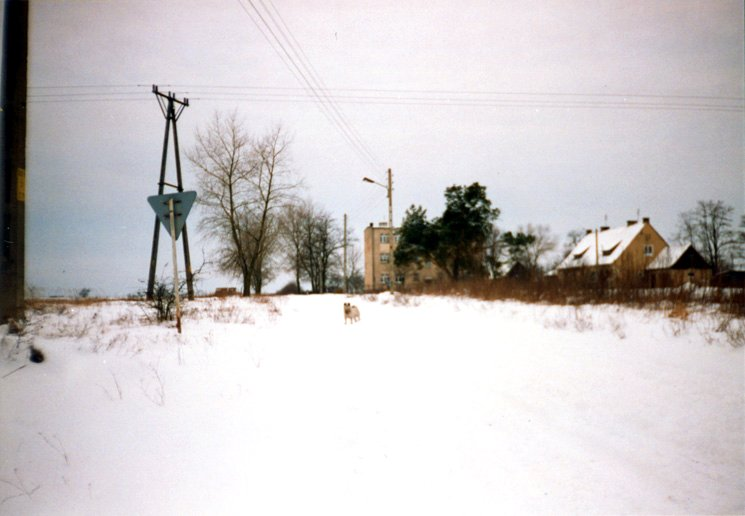
Nowa szkoła (przed 2000)

Po I wojnie światowej, z powodu bliskiego sąsiedztwa wsi z nową granicą Niemiec z Polską, na obrzeżu wsi ulokowano w kilkupiętrowym budynku komorę celną (Zollhaus). W marcu 1967 r. w budynku wybuchł pożar. Odbudowano go wówczas w stylu modernistycznym i umieszczono w nim filię Szkoły Podstawowej i przedszkola w Starym Strączu. Obecnie jest to w większości budynek mieszkalny, mieszczący też wiejską świetlicę.

### stara szkoła
Do lat sześćdziesiątych XX wieku wiejskie dzieci uczęszczały do szkoły w małym budynku położonym w połowie długości wsi. Od przeniesienia szkoły do przedwojennego budynku komory celnej jest to budynek mieszkalny.

### ruiny folwarku
We wsi zlokalizowany był folwark, do którego ze Starego Strącza prowadziły tory towarowej kolejki wąskotorowej, które częściowo rozebrano a częściowo zasypano w latach pięćdziesiątych XX wieku. Sam folwark funkcjonował jako gospodarstwo PGR do połowy lat siedemdziesiątych XX wieku. Rozebrano go z powodu złego stanu technicznego. Z zabudowań pozostały do dziś tylko niewielkie zarośnięte ruiny, głównie piwnic. Znajdują się one przy jednej z odnóg głównej ulicy, w południowo-zachodnim krańcu wsi.

## Turystyka

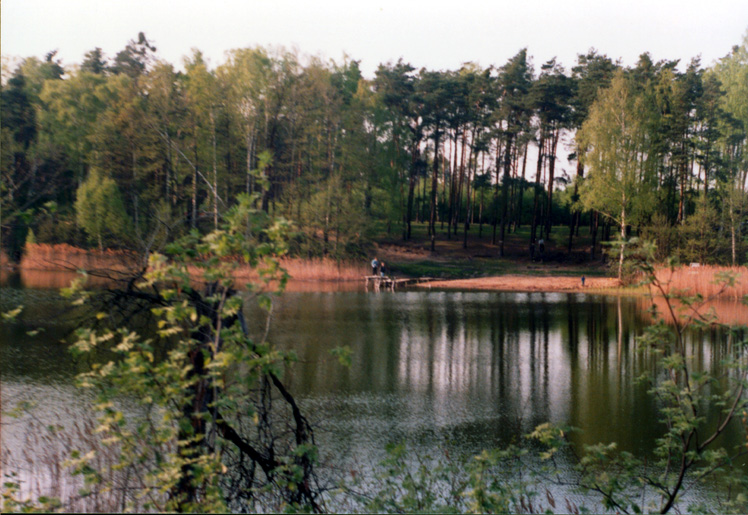
Widok z jeziora na plażę (przed 2000)

Wszystkie walory turystyczne Nowego Strącza to jego przyroda. Powietrze jest czyste a położenie z dala od tras przelotowych gwarantuje spokój.
Wieś otoczona jest z trzech stron przez lasy, w których znajduje się kilka małych stawów i Jezioro Krzywe o powierzchni 4,6ha, służące zarówno jako kąpielisko jak i łowisko wędkarskie z kilkunastoma kładkami. Przy półdzikiej plaży znajduje się pole namiotowe. Badania z lat dziewięćdziesiątych XX wieku wykazały brak zanieczyszczenia wody.
W lesie w pobliżu jeziora znaleźć można też pozostałości ziemnych okopów wojskowych z czasów II wojny światowej.
Z jeziorem w Nowym Strączu związana jest licząca już kilka wieków legenda. Podobno woły (w innej wersji były to konie), które zatonęły w jeziorze w pobliskich Wygnańczycach wypłynęły właśnie tutaj. Świadczyć to miało o podziemnym tunelu, zapewne naturalnego pochodzenia, łączącym te jeziora. Niestety współczesne amatorskie badania podwodne nie doprowadziły do jego odkrycia.